# 九巴九龍灣車廠

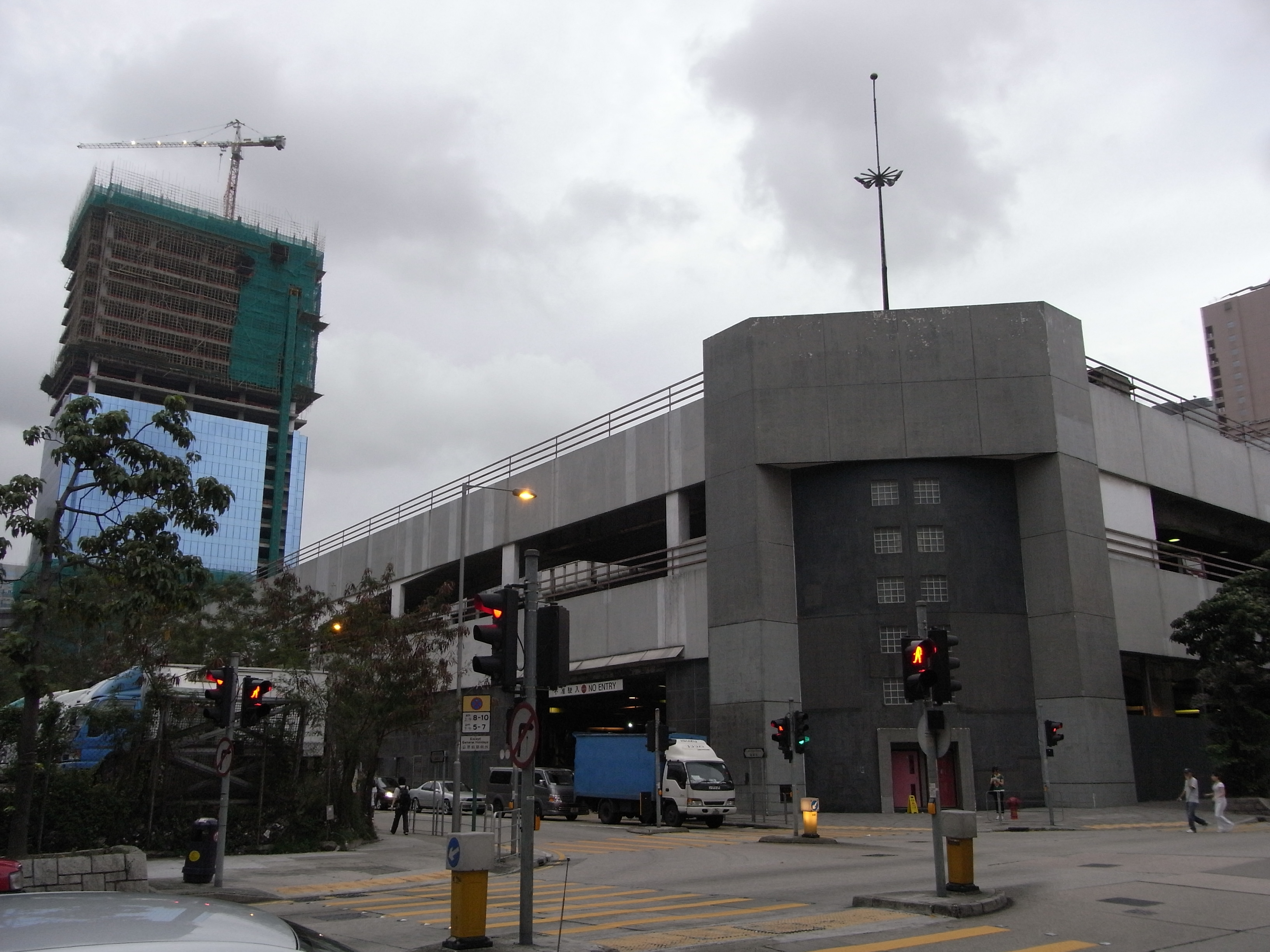
九龍灣車廠

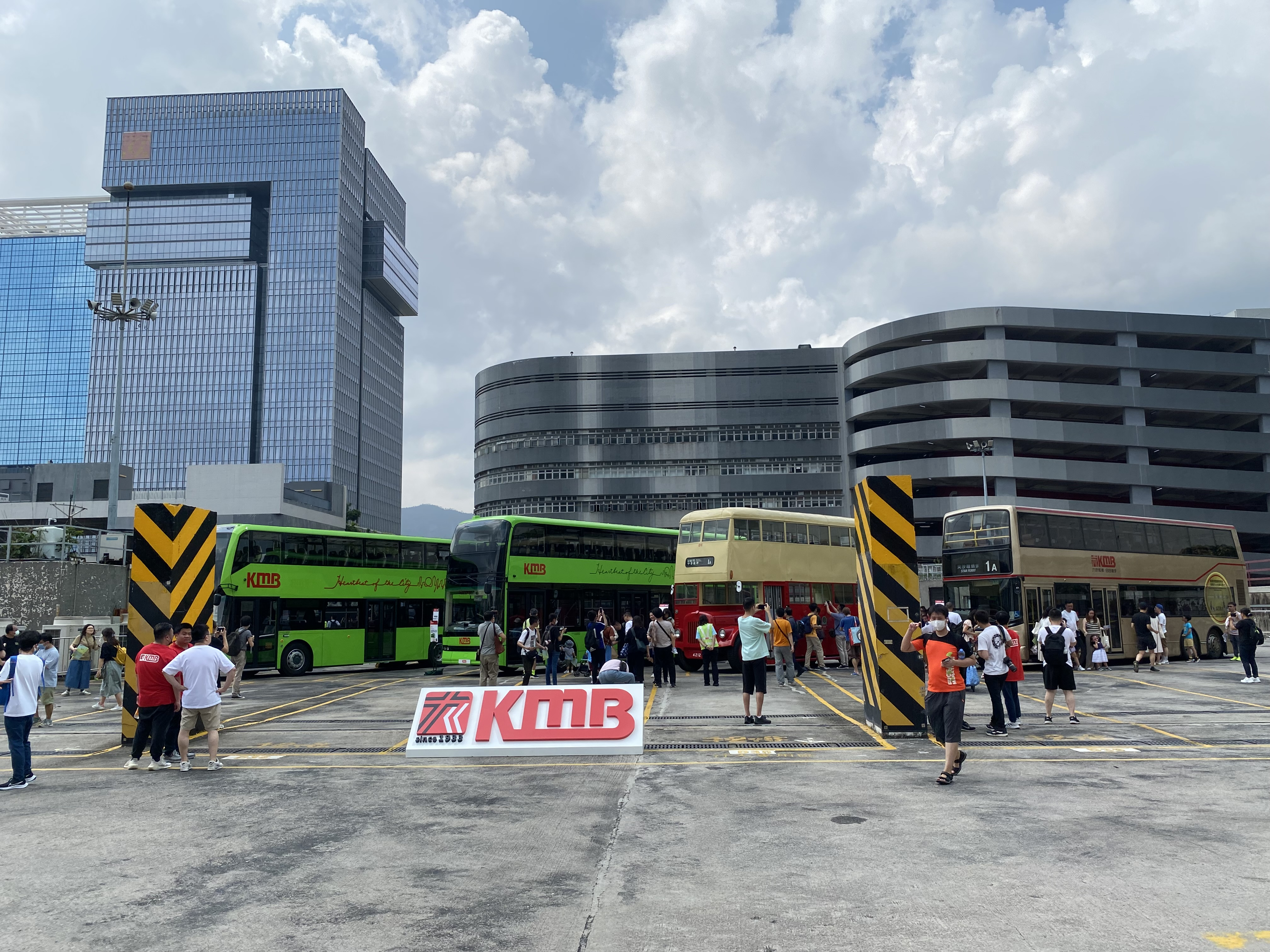
車廠天台舉行的嘉年華暨開放日（2023年）

九巴九龍灣車廠（KMB Kowloon Bay Depot，簡稱九廠，俗稱皇帝廠），公司車廠代號KBD-KB，位於觀塘區九龍灣臨華街1號，樓高四層，主要管轄範圍為九龍東（九龍城區、黃大仙區、觀塘區）及西貢區（含將軍澳），廠徽為K。廠內設有74個維修車坑，提供近560個泊車位，目前為九巴樓面面積最大的車廠，達768,038平方呎。由於九龍區及將軍澳往返機場的服務由城巴營運，故此九龍灣廠內（包括其分廠）沒有任何屬於龍運巴士的車輛，為目前唯一一間由九巴獨立運作的車廠。
現時九龍城區、黃大仙區、觀塘區及西貢區西貢大部分巴士路線以及將軍澳所有通宵巴士路線的車輛都由此車廠管理及提供保養及維修，轄下的將軍澳車廠則會用來停泊大部分將軍澳巴士路線的車輛及部分以寶達邨及安達臣道發展計劃區為總站的路線車輛。此廠亦會負責每月「月檢」及每6個月之「小檢」等工作。
本廠為九巴最後一個全空調巴士的主廠（因轄下16線於2012年5月9日凌晨全冷，16線為香港史上最後一條全冷的專利巴士線），最後一間管轄12.8米車輛車廠（由於初期12.8米車輛壞車後無法被拖車拖入廠所致，唯2020年1月起獲得解決）。
2016年4月9日，九巴為慶祝成立83周年，於九龍灣車廠天台舉行嘉年華暨開放日，供持入場券人士參與。

## 歷史
九巴東九龍巴士路線的車務運作，九十年代之前是由觀塘車廠管理。該公司於1986年12月22日以私人協約批地方式購入九龍灣臨華街新九龍內地段5801號地皮以興建新車廠，作價6,200萬元，地皮面積23萬呎，總樓面面積768,038平方呎，以佔地面積計較觀塘車廠多2.4倍。車廠設計以沙田車廠為藍本，1990年11月29日啟用，由九巴總經理雷中元主持開幕儀式。九龍灣車廠沿用觀塘車廠的廠徽K，而觀塘車廠仍保留一半面積，轉換身份成為九龍灣車廠轄下的衛星車廠，運作至2008年為止。
在啟德機場時期，九巴所有通天巴士路線及其用車均由九龍灣車廠管轄及派車，而其中絕大部份的通天巴士型號均為丹尼士的出品（只有支援性質的少量豐田Coaster（AT）以及三菱MK（AM）除外），故丹尼士方面在90年代初於九龍灣車廠設立一個專用維修場，為九巴旗下龐大的丹尼士通天巴士車隊為九巴人員作出維修方面的意見。隨著1998年7月6日啟德機場關閉，所有通天巴士線被取消，該工場亦正式關閉。
2008年3月1日起，盛德街巴士總站及何文田總站改由荔枝角車廠管轄，與兩總站相關路線（包括5A、108及109）當日連同掛牌車輛一併調往該廠管理。其中5A、108線因路線延長而回歸九龍灣車廠管轄。
2016年12月31日，九龍灣廠調出僅有兩部丹尼士巨龍9.9米（ADS）予荔枝角車廠，趕及於2017年前正式全低地台運作。

### 車廠翻新
九巴董事總經理李澤昌上任前，多次到九龍灣車廠視察並與前線員工傾談，了解到美孚九巴總部大樓予人高高在上之感，員工認為到總部辦事猶如面聖，感覺毫不舒適。另一方面，九龍灣車廠落成20多年，正門大閘從未打開過，恍如置身「柴房」；李氏2015年元旦履薪不久，便落實車廠翻新工程。
翻新工程完竣後，九龍灣車廠2015年3月18日在地下開設「好髮剪」理髪店、「café 1933」咖啡店及首間「STORE 1933」員工優惠站（由759阿信屋營運）。理髮店新張首周，首80名員工、家屬或退休員工更可享用免費理髮服務，優惠期屆滿後亦只需20元。此外，員工、家屬及退休員工在優惠站購買任何貨品滿50元，即可換領一張印有多架經典巴士圖案的九巴特別版零食店會員卡。
九巴管理層2015年初決定將九巴總部9至16樓行政與後勤部門全數遷出，同時在九龍灣車廠二樓闢設18,000呎辦公室樓層以容納所有部門。為免在搬遷問題上引起舊員工不滿，九巴首先將不太抗拒搬遷的部門，包括顧客服務部、保險部、營運發展部、策劃及發展部、企業傳訊部、對外事務組和安全及服務質量組，在短短9個月內將近200名同事和相關物品妥善地搬到九龍灣車廠，並於同年11月16日正式入伙。至於公司秘書辦公室、人力資源部與法律部，延至2017年7月17日遷往九龍灣車廠辦公。

## 轄下車廠

### 將軍澳車廠
九巴將軍澳車廠（KMB Tseung Kwan O Depot），簡稱「將廠」或「閃廠」，公司車廠代號KBD-TKO，是九龍灣車廠（K）的衛星車廠，位於西貢區將軍澳第26區，即運隆路15號，將軍澳電訊盈科電話機樓對面。
舊車廠在將軍澳第85區，即百勝角環保大道日出康城領都對面，將軍澳基本污水處理廠及新巴舊將軍澳車廠之間。

#### 歷史
隨著將軍澳新市鎮發展，區內居民對巴士服務對需求亦日見殷切，因此九巴九龍灣車廠在1990年代末在將軍澳設置衛星廠，方便區內路線車務安排。
首代將軍澳車廠在陶樂路與寶康路之間，即怡心園旁邊；該廠在2000年代初停用，原址現已建成職訓局青年學院（邱子文）、聖公會將軍澳基德小學及保良局羅氏基金中學3所學校。
第2代九巴將軍澳車廠位於西貢區將軍澳第85區，即百勝角環保大道日出康城領都對面，將軍澳基本污水處理廠及新巴舊將軍澳車廠之間。當時所處的土地於新市鎮規劃中，一直被列作臨時車廠，因此政府在早在開始規劃將軍澳新市鎮時已將第26區（即運隆路、寶康路、寶順路與將軍澳隧道公路所包圍的地段，電訊盈科電話機樓對面，門牌為運隆路15號）劃為永久巴士廠用地，但一直未有實行。
至2000年代末，日出康城各期相繼落成，該苑居民投訴巴士運作所發出之噪音影響他們作息，因此當局在2010年3月25日一次區議會會議中正式落實將九巴將廠連同旁邊的新巴車廠一併遷往第26區永久巴士車廠。
新巴已經在2013年2月起搬入新車廠，而九巴位於環保大道的將軍澳車廠亦已於2013年4月30日關閉，並於2013年5月1日起搬遷到電訊盈科電話機樓對面的將軍澳第26區新車廠。
2022年1月27日凌晨，將軍澳車廠發生地陷，更有一部巴士陷進地洞。

#### 概況
第2代車廠設有基本入油及洗車設施，而這些設施附近停泊了車廠啟用時剛退役的巴士，包括2部1984年丹尼士巨龍12米（3N29/DC3906、3N40/DC3938）及1部1983年9.7米MCW（M2/CZ1014）作為貨倉用途，當中後者是目前唯一一輛現存該款式的巴士，但第2代車廠關閉前夕，九巴決定不保留該3輛巴士至新車廠，以招標形式出售。
而車廠大部份地方可供現役巴士停泊，但當九龍灣車廠大量巴士退役時，將軍澳車廠接近新巴車廠及行人路部份將會被徵用作為臨時停泊用途，直至巴士成功招標出售為止。
有消息指停泊於舊將軍澳廠長達7年的1983年都城嘉慕9.7米MCW9.7米（M2／CZ1014）已被有心人收購，日後將會作全車修復翻新。
為易於分辨，所有由將軍澳車廠管轄的巴士之下層車頭擋風玻璃中間位置貼上鐳射貼紙。

#### 管轄範圍
在西貢區將軍澳方面，除91M及通宵路線外的車輛及車長皆由將軍澳車廠負責；此外，將軍澳車廠亦負責觀塘區13X、213X、74S、601(P)的車務運作。
在2010年以前，由於北區低地台巴士數量不足，九巴曾經在98A線及692線抽調巴士，於早上繁忙時間支援978線的前身373A線。13D線及支線13P曾由將軍澳車廠管理，目前已改由九龍灣車廠管理。290系屬下290B線曾改用荔枝角車廠青衣分廠車輛行走，目前已回復原狀。

## 致命事故
2023年9月7日清晨4時48分，車廠發生奪命交通意外。一名45歲車長於車廠天台倒車時懷疑撞倒49歲車長，巴士公司職員到早上7時23分才報案，傷者送院搶救不治。警方以涉嫌危險駕駛引致他人死亡、意外後沒有停車及意外後沒有報案拘捕車長。